# Vukašin Radišić
Vukašin Radišić (serbisch Вукашин Радишић; * 1810; † 15. Dezember 1843) war ein serbischer Diplomat, Dichter, Professor für Griechische Sprache und Übersetzer.
Radišić war einer der ersten serbischen Altphilologen und hatte einen Lehrstuhl für Poetik inne. Im Jahr 1840 veröffentlicht er in der Belgrader Zeitschrift Golubica (Nr. 2, Ss. 213–233) eine serbische Übersetzung der dramatischen Parodie Katomyomachia (Κατομυομαχία, Katzenmäusekrieg) des Theodoros Prodromos aus dem 12. Jahrhundert unter dem alternativen Titel Galeomyomachia (Γαλεομυομαχία), offenbar die erste moderne Übersetzung eines profanen byzantinischen Dichtungstextes ins Serbische. Über den griechischen Gelehrten Adamantios Korais (1748–1833) hat er mehrfach publiziert. Er war zudem Sekretär der Gesandtschaft des Fürstentums Serbien an der Hohen Pforte in Istanbul und geheimdienstlich für das Belgrader Außenministerium tätig.

## Schriften (Auswahl)
- Dva Socratova razgovora. Uranija, Beograd 1838.
- Adamant Koraj. Srbske novine, Beograd 1842, br. 6, dodatak.
- Adamanta Koraja reči Jelinima o nauci i prosveti. In: Golubica IV, 1842, 43–56.
- Adamanta Koraja novim Jelinima nauka o teatru. In: Golubica IV, 1842, 62–79.
- Beseda Adamanta Koraja k Jelinima, koji su vikali na filosofiju. In: Golubica V, 1843–1844, 60–79.
- Kritičnoe žitije basnotvorca Esopa i njegovi basnej. In: Glasnik Društva srpske slovesnosti IV, 1852, 32–74.